# Албер Русел
Албер Шарл Пол Мари Русел (на френски: Albert Charles Paul Marie Roussel) е френски композитор – импресионист и неокласик. Започва да се занимава с музика едва след 25-ата си година, като дотогава служи във Френския военноморски флот. Късният старт не му попречва да разгърне изключителен потенциал и да се превърне в един от най-плодотворните и високо признати френски композитори от периода между двете световни войни, получавайки признание още приживе. Ранните му творби са силно повлияни от титаните на френския импресионизъм Клод Дебюси и Морис Равел, докато в по-късните периоди от своето творчество той се обръща към неокласицизма. За магнус опус на Русел е считана неговата сценична творба Padmâvatî, която е вдъхновена от хиндуистка легенда и се отличава с елементи от класическата индийска музика.

## Биография
Албер Русел е роден в Тюркоа (Норд) на 5 април 1869 година. Първият по-сериозен интерес на Русел не е музиката, а математиката. Прекарва няколко години във Военноморския флот и през 1889 и 1890 година е част от екипажа на фрегатата Ифигения (Iphigénie); прекарва няколко години във Виетнам (по онова време френската колония Кочинчина, днес Нам Бо). Пътуванията формират до голяма степен артистизма на Русел и много от неговите произведения са повлияни от преживяванията и интереса му към отдалечени, екзотични места.
След като напуска флота през 1894 година, Русел започва да изучава хармония в Рубе – най-напред при Жулиен Козюл (Julien Koszul) – дядо на композитора Анри Дютильо (Henri Dutilleux), който го окуражава да се формира като композитор в Париж с Южен Жигу (Eugène Gigout), след което до 1908 се обучава в Schola Cantorum de Paris, където един от преподавателите му е Винсент д‘Инди (Vincent d'Indy). Паралелно със следването си, Русел започва и да преподава. Сред неговите възпитаници са Ерик Сати (Erik Satie) и Едгар Варезе (Edgard Varèse).
По време на Първата световна война Албер Русел заминава на Западния фронт, където продължава военната си служба като шофьор на линейка. След края на войната закупува имот в Нормандия и прекарва голяма част от времето си там, композирайки.
Умира от инфаркт на 23 август 1937 година в крайбрежното селище Роаян, Шарант Маритим (Royan, Charente-Maritime), в Западна Франция и е погребан в църковния двор на Сен Валери във Варонжовил-сюр-Мер, Нормандия. 

## Творчество

### Сценична музика
- Le marchand de sable qui passe – музика за поема от Жан-Обри (Jean-Aubry), Le Havre, премиерна дата: 16 декември 1908, Op. 13
- Le festin de l'araignée, балет в едно действие 3 април 1913, Op. 17
- Padmâvatî, опера в две действия (1913 – 18, Louis Laloy, after T.-M. Pavie) Paris Opéra, п.д. 1 юни 1923, Op. 18
- La naissance de la lyre, опера в едно действие, Paris Opéra, п.д. 1 юли 1925, Op. 24
- Sarabande (1927; за френския балет L'éventail de Jeanne, в чието написване участват десет френски композитори)
- Bacchus and Ariadne, балет в две действия, Paris Opéra, п.д. 22 май 1931, Op. 43
- Aeneas, балет за хор и оркестър, Op. 54, 1935
- Le testament de la tante Caroline, опера в три действия, п.д. 14 ноември 1936
- Prelude към второ действие на Le quatorze juillet от Ромен Ролан, Париж, п.д. 14 юли 1936
- Elpénor, за хоров ансамбъл, радио музика, 1947, Op. 59 (последен завършен опус – 1937)

### Оркестрова музика
- Résurrection, Прелюд за оркестър Op. 4 (1903)
- Симфония No. 1 в ре минор Le Poème de la forêt, Op. 7 (1904 – 1906)
- Évocations за оркестър, Op. 15 (1910 – 11)
- Padmâvatî Сюита №№ 1 & 2, Op. 18 (1918)
- Pour une fête de printemps, Симфонична поема Op. 22 (1920)
- Симфония No. 2 в Си бемол мажор, Op. 23 (1919 – 1921)
- Сюита за оркстър във Фа мажор, Op. 33 (1926)
- Концерт за малък оркестър (1926 – 1927)
- Petite Suite, Op. 39 (1929)
- Симфония No. 3 в Сол мажор, Op. 42 (1929 – 30), по поръчка на Бостънския симфоничен оркестър по повод неговата 50-а годишнина
- Симфониета за струнен оркестър, Op. 52 (1934)
- Симфония No. 4 в Ла мажор, Op. 53 (1934)
- Rapsodie flamande, Op. 56 (1936)

### Концерти
- Коцерт за пиано в Сол мажор, Op. 36 (1927)
- Кончертино за виолончело, Op. 57 (1936)

### Хорова музика
- Psalm 80 за тенор, хор и оркестър, Op. 37 (1928)

### Солови вокални произведения
- Quatre poèmes, Op. 3 (1903)
- Quatre poèmes, Op. 8 (1907)
- La ménace, Op. 9 (1907 – 1908)
- Flammes, Op. 10 (1908)
- Deux poèmes chinoises, Op. 12 (1908)
- Deux mélodies, Op. 19 (1918)
- Deux mélodies, Op. 20 (1919)
- Deux poèmes de Ronsard, Op. 26 (1924)
- Odes anacréontiques, Op. 31 (1926)
- Odes anacréontiques, Op. 32 (1926)
- Deux poèmes chinoises, Op. 35 (1927)
- Vocalise (1927)
- Jazz dans la nuit, Op. 38 (1928)
- Vocalise-étude (1928)
- A Flower Given to My Daughter (1931)
- Deux idylles, Op. 44 (1932)
- Deux poèmes chinoises, Op. 47 (1932)
- Deux mélodies, Op. 50 (1934)
- Deux mélodies, Op. 55 (1935)

### Камерни/инструментални творби
- Клавирно трио в ми бемол, Op. 2 (1902, rev. 1927)
- Дивертименто за пиано и духов квинтет, Op. 6 (1906)
- Соната за цигулка No. 1 в ре минор, Op. 11 (1907 – 1908)
- Импромтю за арфа, Op. 21 (1919)
- Joueurs de flûte, за флейта и пиано, Op. 27 (1924)
- Соната за цигулка No. 2 в Ла мажор, Op. 28 (1924)
- Segovia, за китара, Op. 29 (1925)
- Дуо за фагот и контрабас (без опус) (1925)
- Серенада за флейта, струнно трио и арфа, Op. 30 (1925)
- Трио за флейта, виола и виолончело, Op. 40 (1929)
- Струнен квартет, Op. 45 (1931 – 1932)
- Анданте и скерцо за флейта и пиано, Op. 51 (1934)
- Пиеса за пиколо и пиано, без опус (1934)
- Струнно трио, Op. 58 (1937)
- Анданте из недовършено духово трио за обой, кларинет и фагот (1937)

### Солови клавирни творби
- Des heures passent, Op. 1 (1898)
- Conte à la poupée (1904)
- Rustiques, Op. 5 (1906)
- Сюита във Фа диез минор, Op. 14 (1910)
- Petite canon perpetuel (1913)
- Сонатина, Op. 16 (1914)
- Doute (1919)
- L'Accueil des Muses [в памет на Дебюси] (1920)
- Прелюд и фуга, Op. 46 (1932)
- Три пиеси, Op. 49 (1933)

## Оценки
Според френския музиковед Анри Прюниер (Henry Prunières, 1861 – 1942), Русел „започва да си дава сметка за своите възможности и за индивидуалната си техника с Padmâvatî (неговата първа опера, Op.18, писана в продължение на пет години между 1913 и 1918 година). Тази творба е последвана от опуси, перфектни в своята хомогенност и забележителна оригиналност. В този период композиторът престава да търси своя път – той вече го е намерил. Неговите Prélude pour une Fête de Printemps, сюитата му във Фа мажор, концертът и накрая Псалм No.80 са шедьоври, които бележат финалния етап от израстването на този велик артист.“ 
Друг музикален критик пише за него: „Русел никога няма да се сдобие с популярността на Дебюси или Равел, тъй като неговото творчество е лишено от онази чувственост.... И въпреки това той е значим и завладяващ френски композитор. След няколко слушания неговата музика започва да звучи все повече и повече интригуващо благодарение на своята изтънчена ритмична виталност. Той може да бъде брилянтен, скован, нежен, хапещ, сух и забавен. Неговата Сюита за пиано Op. 14 (1911) свидетелства за майсторството му, когато борави със старинните танцови форми. Балетите му Le Festin de l'araignée (Op. 17, 1913) и Bacchus et Ariane (Op. 43, 1931) са изпълнени с живот и образи, докато неговите Трета и Четвърта симфония са сред най-високите приноси за френската симфония.“ 

## В България
От 1990-те в София се провежда международен клавирен конкурс „Албер Русел“, организиран от Фондация Албер Русел, създадена от френската пианистка и педагог Жермен Муние (Germaine Mounier). След нейната смърт през 2006 г., лидерството в организационния екип е поето от проф. Жени Захариева – по това време артистичен директор на конкурса, а понастоящем негов председател. Юбилейното десето издание на конкурса се провежда през октомври 2014 година .